# 大迎穴
大迎穴是属于足陽明胃經的腧穴。

## 定位
在下頜角前方，咬肌附著部的前緣，當面動脈搏動處。

## 主治
口腔及面部疾病，如齒痛、口喎、面腫等。

## 操作
直刺0.2～0.4寸；可灸。